# Place Alonso de Fonseca
La Place Alonso de Fonseca est une place médiévale située dans le centre historique de la ville de Pontevedra (Espagne), en face de la basilique Sainte-Marie Majeure.

## Origine du nom
La place porte le nom de l'archevêque Alonso de Fonseca, qui fut nommé curé de l'ancienne église Sainte-Marie de Pontevedra au début du XVIe siècle, à l'époque de la Renaissance. Alonso de Fonseca a encouragé la construction, financée par la Guilde des marins, de la nouvelle basilique Sainte-Marie, qui conserve un blason avec les cinq étoiles de la famille Fonseca sur le chevet.

## Histoire
Au Moyen Âge, Pontevedra disposait d'une place à l'intérieur de l'enceinte primitive, à côté de l'une des églises les plus importantes de la ville, une église romane qui a été remplacée des siècles plus tard par la basilique Sainte-Marie Majeure. Ce lieu, situé au point le plus élevé du centre historique, était le noyau du vieux Pontevedra, où la ville est née. Cette place était un espace ouvert connu sous le nom de Plaza da Eyra ou Campo da Eyra depuis le XIIIe siècle.
Dans le Pontevedra du bas Moyen Âge, la place est devenue le parvis et le cimetière de l'église Sainte-Marie. Par la suite, cette place a été le lieu de rencontre de la Confrérie du Saint Corps (fondée au XIIIe siècle), de la Guilde des marins, dont le travail a financé la construction de la Basilique Sainte-Marie Majeure. La construction de la nouvelle basilique a profondément modifié l'aspect de la place, dominée par la présence de l'église, du presbytère (la Casa Rectoral), de la forteresse et des tours archiépiscopales. En 1778, une fenêtre latérale a été ouverte dans la forteresse archiépiscopale donnant sur la place Sainte-Marie. En 1873, les tours des archevêques ont été démolies, ce qui a modifié l'aspect des alentours de la place.
En 1954 (après avoir été placé à divers endroits dans les environs), un calvaire gothique flamboyant du XVIe siècle provenant de l'ancienne chapelle Saint-Jacques du Bourg, qui se trouvait à côté du pont du Bourg avant sa démolition, a été installé au centre de la place,.
La place a été connue pendant des siècles sous le nom de place Sainte-Marie jusqu'en 1950, date à laquelle elle a été baptisée du nom de l'archevêque Alonso de Fonseca en reconnaissance de son travail dans la ville.

## Description
Il s'agit d'une place de forme triangulaire irrégulière, située au sommet d'une colline dans la vieille ville, piétonne comme le reste du centre historique de la ville. Elle est pavée et conserve l'atmosphère médiévale d'antan.
Elle est dominée par la façade sud de la basilique Sainte-Marie Majeure, sur le côté de laquelle se trouve l'entrée habituelle de l'église. Sur le côté est de la place se trouve la Casa Rectoral de Sainte-Marie (presbytère).
La place est présidée au centre par un calvaire du XVIe siècle. Sur la partie supérieure du fût, dans une forme quadrangulaire, se trouvent les armoiries de Pontevedra, les armoiries de l'archevêque Alonso de Fonseca, deux ancres entrecroisées et une coquille Saint-Jacques. Il est surmonté d'une croix gothique flamboyante dont les extrémités sont ornées de pétales de fleurs et sur laquelle figurent, d'un côté, le Christ et, de l'autre, la Vierge à l'Enfant. Au pied de la croix se trouvent quatre personnages, dont l'apôtre Saint-Jacques,.La tradition voulait que les femmes enceintes prient devant la croix, à côté du pont du Bourg, après avoir versé de l'eau du fleuve sur leur ventre. Un fût et un piédestal avec des escaliers ont été ajoutés au calvaire en 1950.
Dans le prolongement de la place se trouvait l'Eirado des Tours Archiépiscopales (actuelle Avenue Sainte-Marie), où se trouve une fontaine en fer du XIXe siècle, de conception française, datant de 1887. À l'emplacement des Tours Archiépiscopales démolies se trouvent l'Hôtel particulier Mendoza, achevé en 1880, et le manoir de l'ancienne clinique Sainte-Marie, bâti en 1945. L'Eirado des Tours avait une fonction défensive, celle de prévenir les dommages causés par l'artillerie ennemie.

## Bâtiments remarquables
La façade sud de la basilique Sainte-Marie Majeure se détache sur la place. La construction de la basilique a été financée par la puissante confrérie de la Guilde des marins, qui vivait dans le quartier A Moureira, au pied de sa façade. La basilique date du XVIe siècle et a été construite dans un style gothique tardif et Renaissance avec des influences manuélines. La façade principale, de style plateresque, œuvre de Cornielles de Hollande et du Portugais João Nobre, est le meilleur exemple de retable en pierre de Galice. La façade sud, qui donne sur la place, se distingue par sa crête gothique très ouvragée et ses reliefs didactiques avec des scènes de l'histoire sainte et des fables, ainsi que des représentations de la ville et de ses remparts. L'intérieur est remarquable par ses croisées d'ogives en forme de trèfle à quatre feuilles. La basilique est appelée la perle de l'art galicien pour la pureté de ses éléments gothiques,,,. À côté de l'entrée, sur la façade sud, se trouve le Christ du bon voyage, auquel les marins avaient l'habitude de s'en remettre avant de prendre la mer.
Sur le côté est de la place se trouve la Casa Rectoral de Santa María. Il s'agit d'une maison de la Renaissance datant du XVIe siècle et contemporaine de la basilique Sainte-Marie Majeure. À l'origine, il s'agissait d'une maison-tour qui faisait partie du premier complexe défensif et religieux de Pontevedra. La porte présente un arc en plein cintre avec cinq grands voussoirs typiques de la Renaissance, ainsi qu'un blason sur le voussoir central avec les armoiries de la famille Menelau ou Menelao. Sur la façade de la maison, une inscription rappelle qu'Alonso de Fonseca a vécu dans la ville : A Don Alonso de Fonseca 1473-1534, Cura de esta feligresía, Arzobispo de Santiago y de Toledo, Patrono magnífico de Ciencias, Letras y Artes. La ciudad de Pontevedra de la que fue confesor. Año MCMLIX ("À Don Alonso de Fonseca 1473-1534, prêtre de cette paroisse, archevêque de Saint-Jacques-de-Compostelle et de Tolède, magnifique protecteur des sciences, des lettres et des arts. La ville de Pontevedra dont il fut le confesseur. Année MCMLIX"),, .
Sur le côté ouest de la place se trouve une maison baroque du XVIIIe siècle, dont les portes et les fenêtres du rez-de-chaussée sont séparées par des pilastres aux chapiteaux classiques.

## Galerie

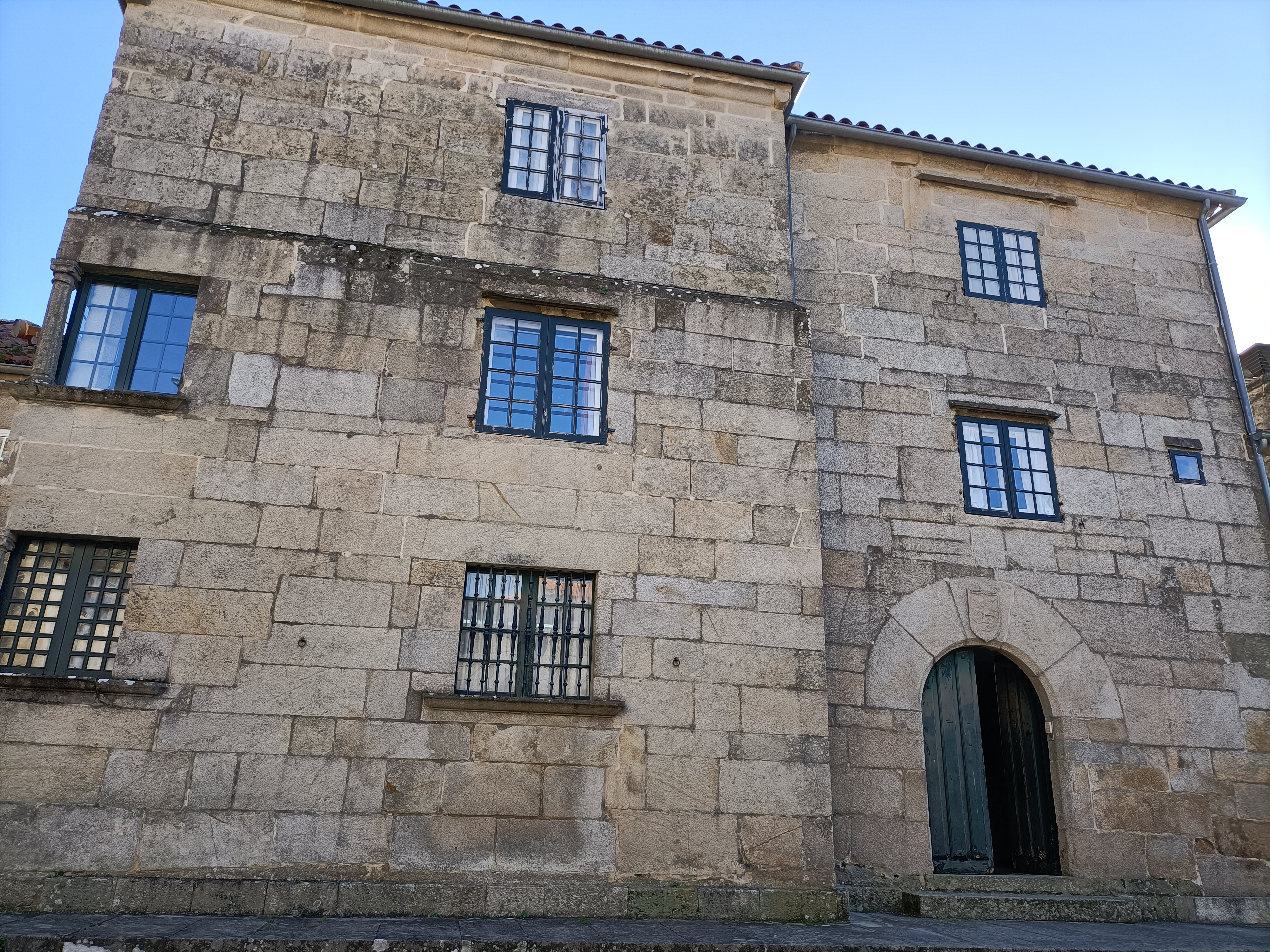
Maison presbytérale de la Renaissance, XVIe siècle
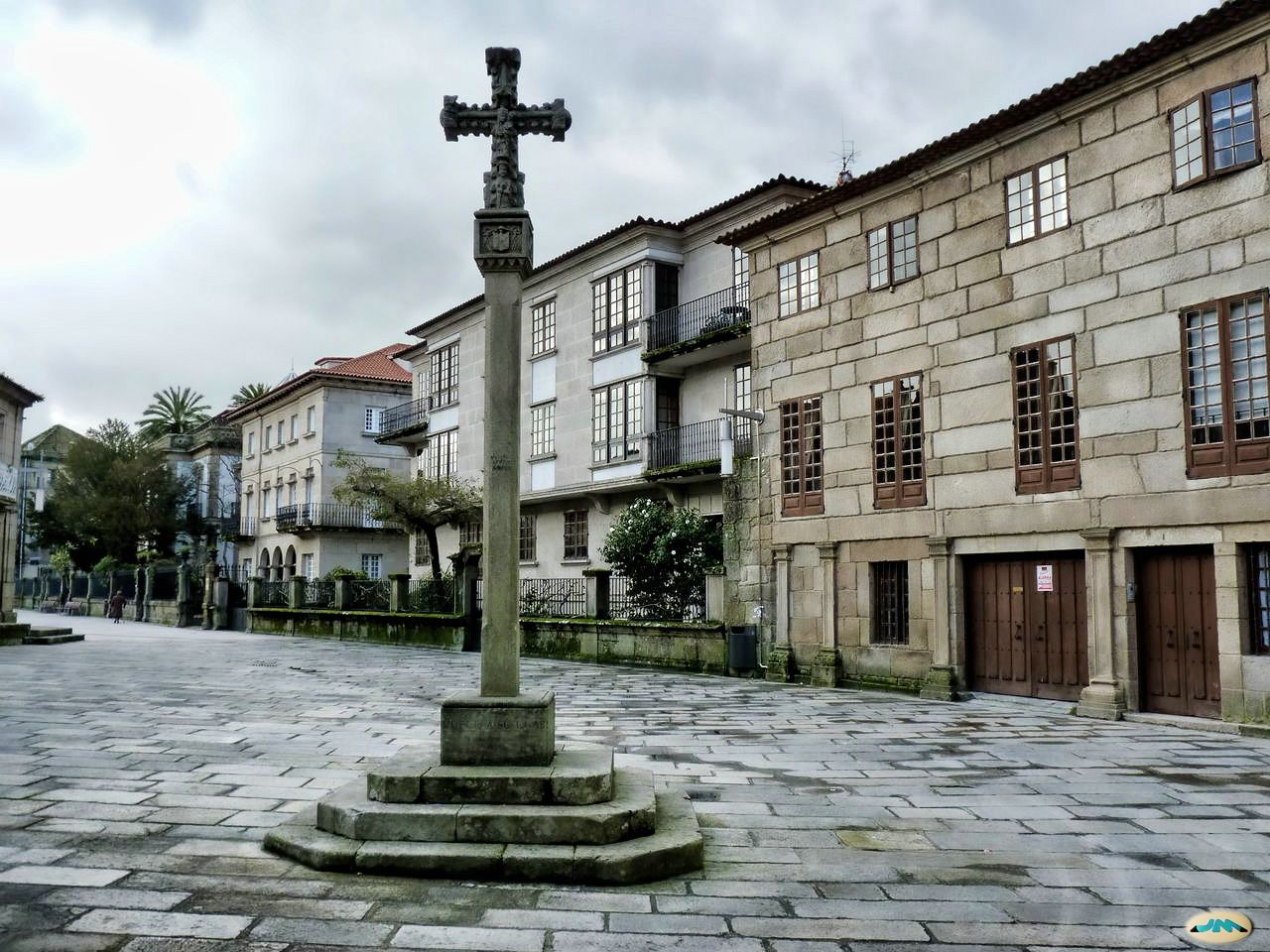
Le calvaire du XVIe siècle au centre de la place
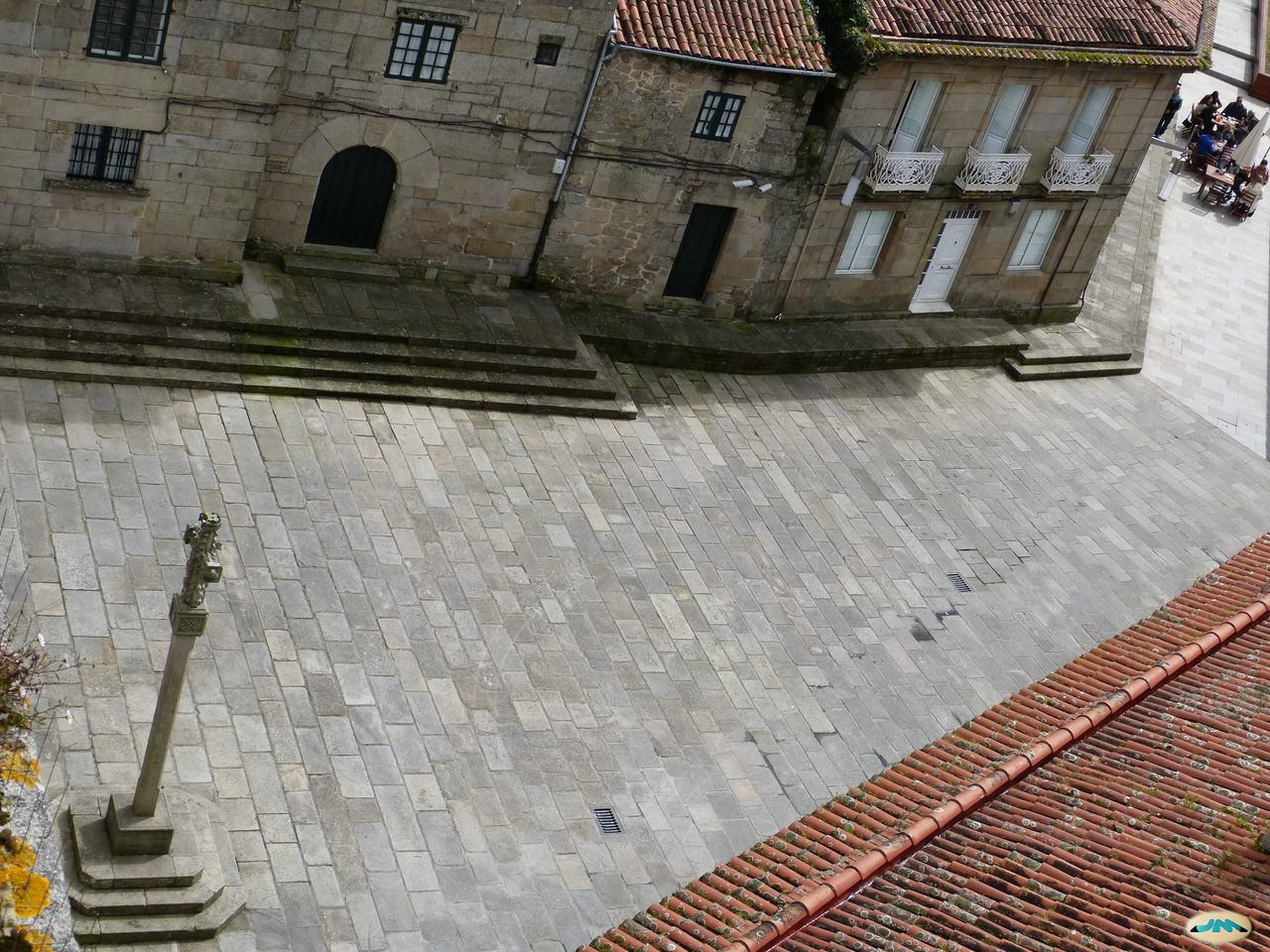
La place vue du clocher de la basilique Sainte-Marie Majeure
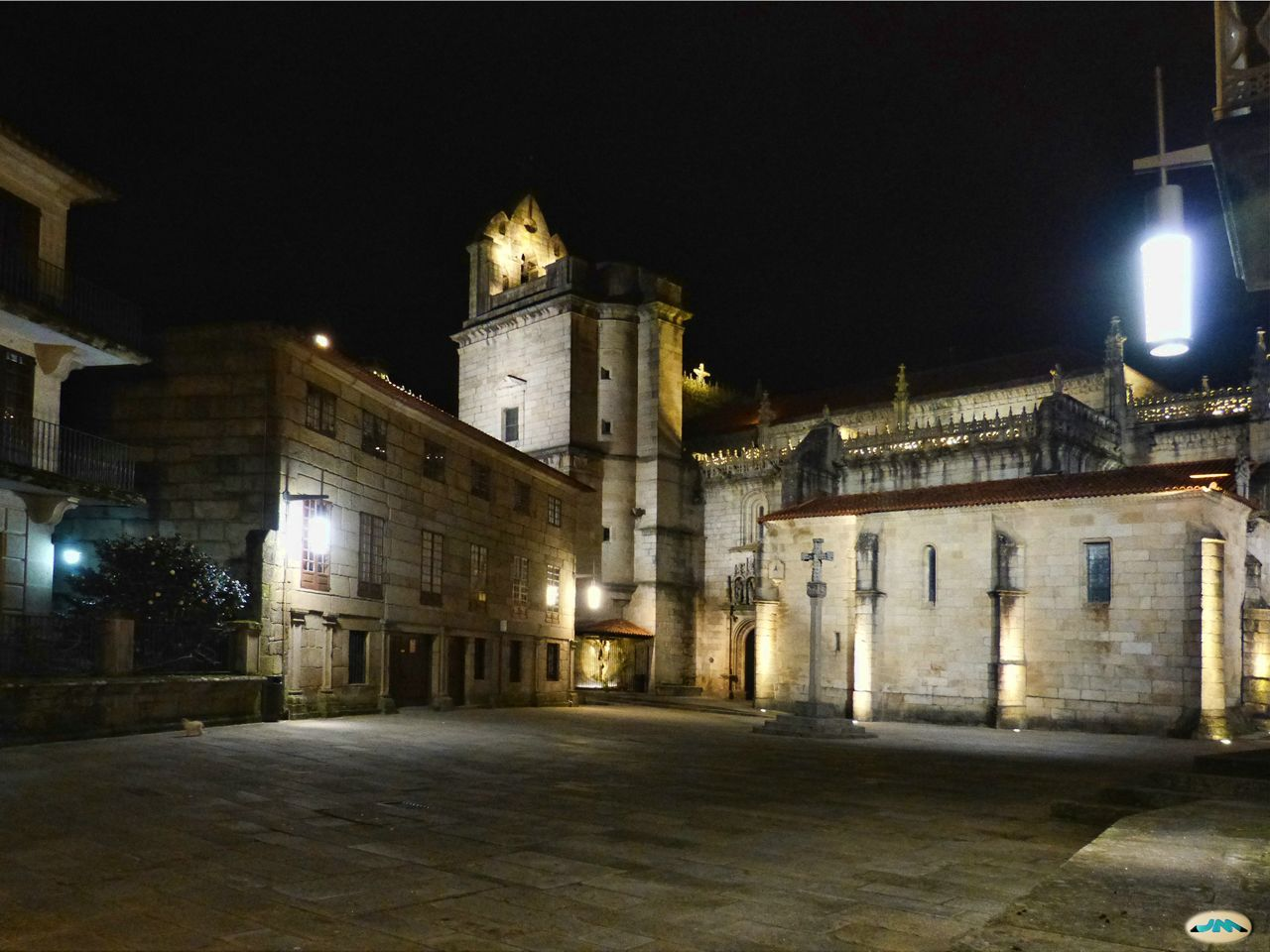
La place la nuit
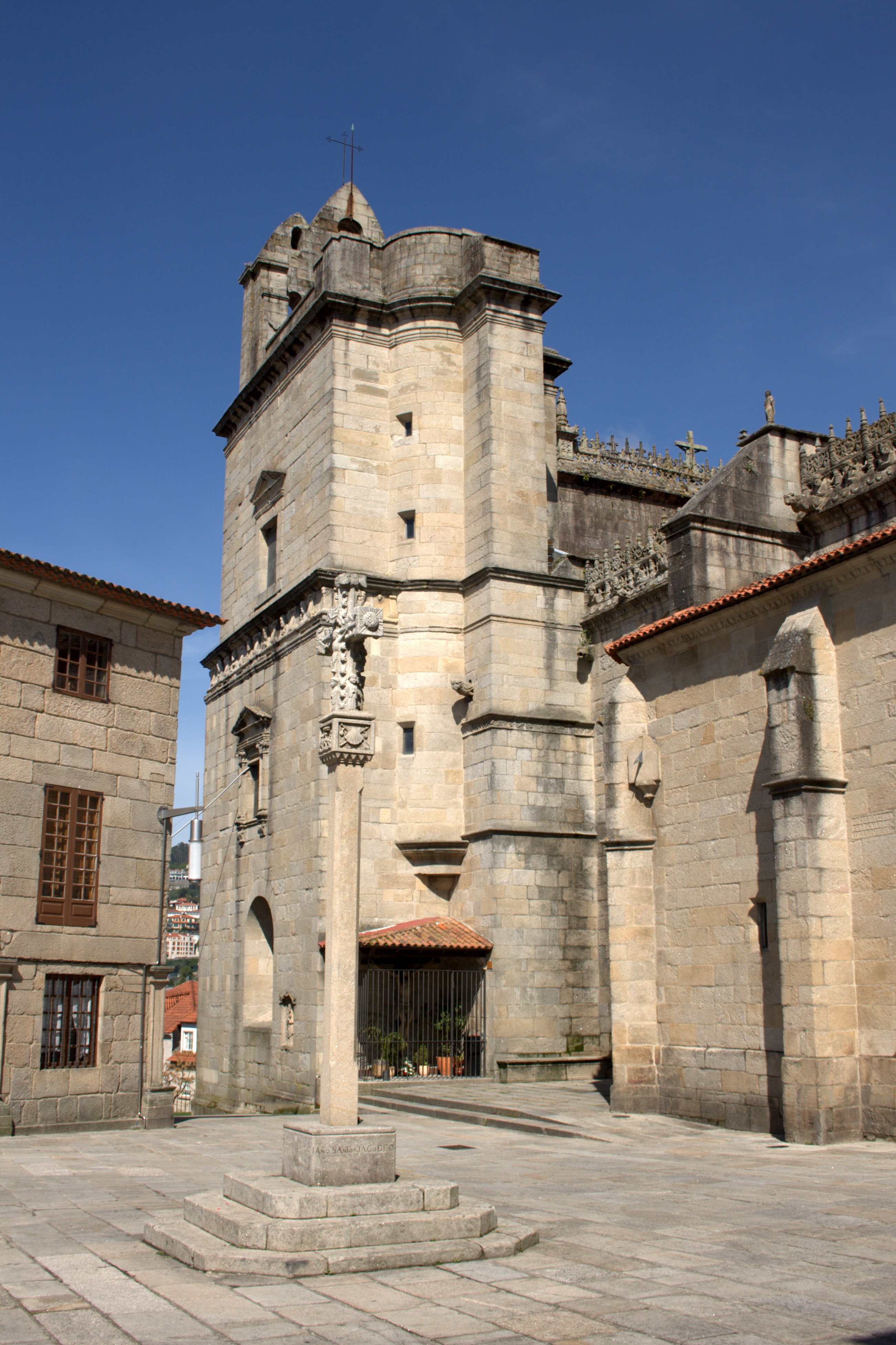
Calvaire et façade sud de la basilique
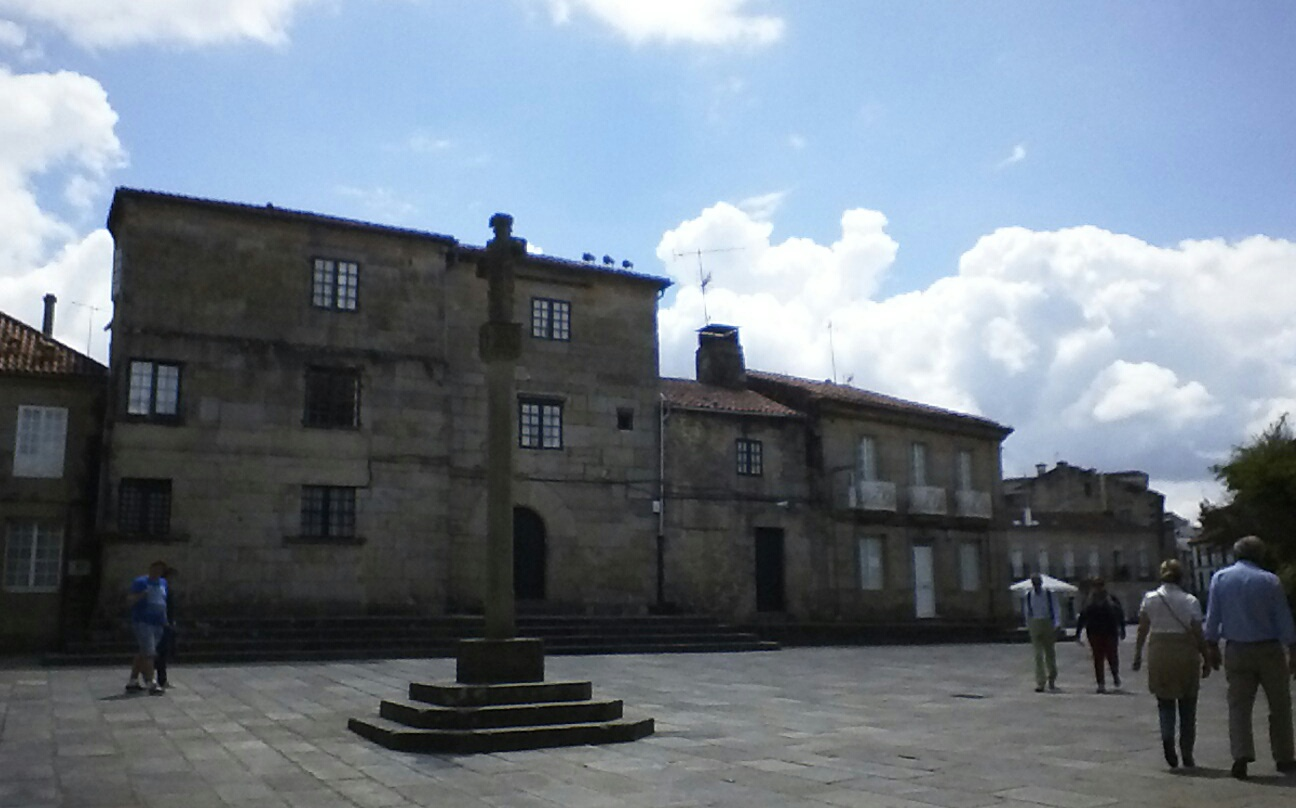
Calvaire devant la Casa Rectoral (presbytère)
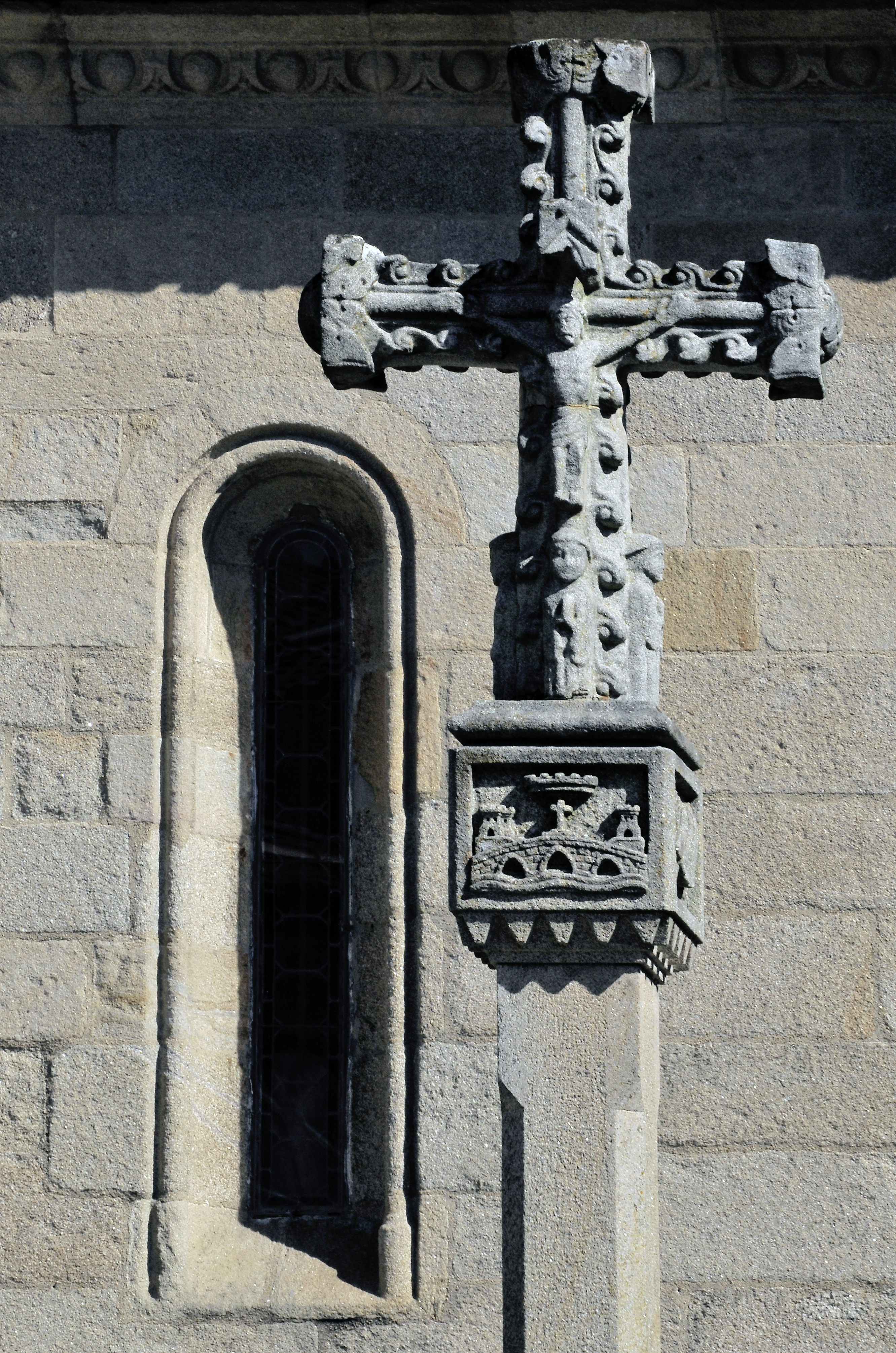
Calvaire gothique flamboyant
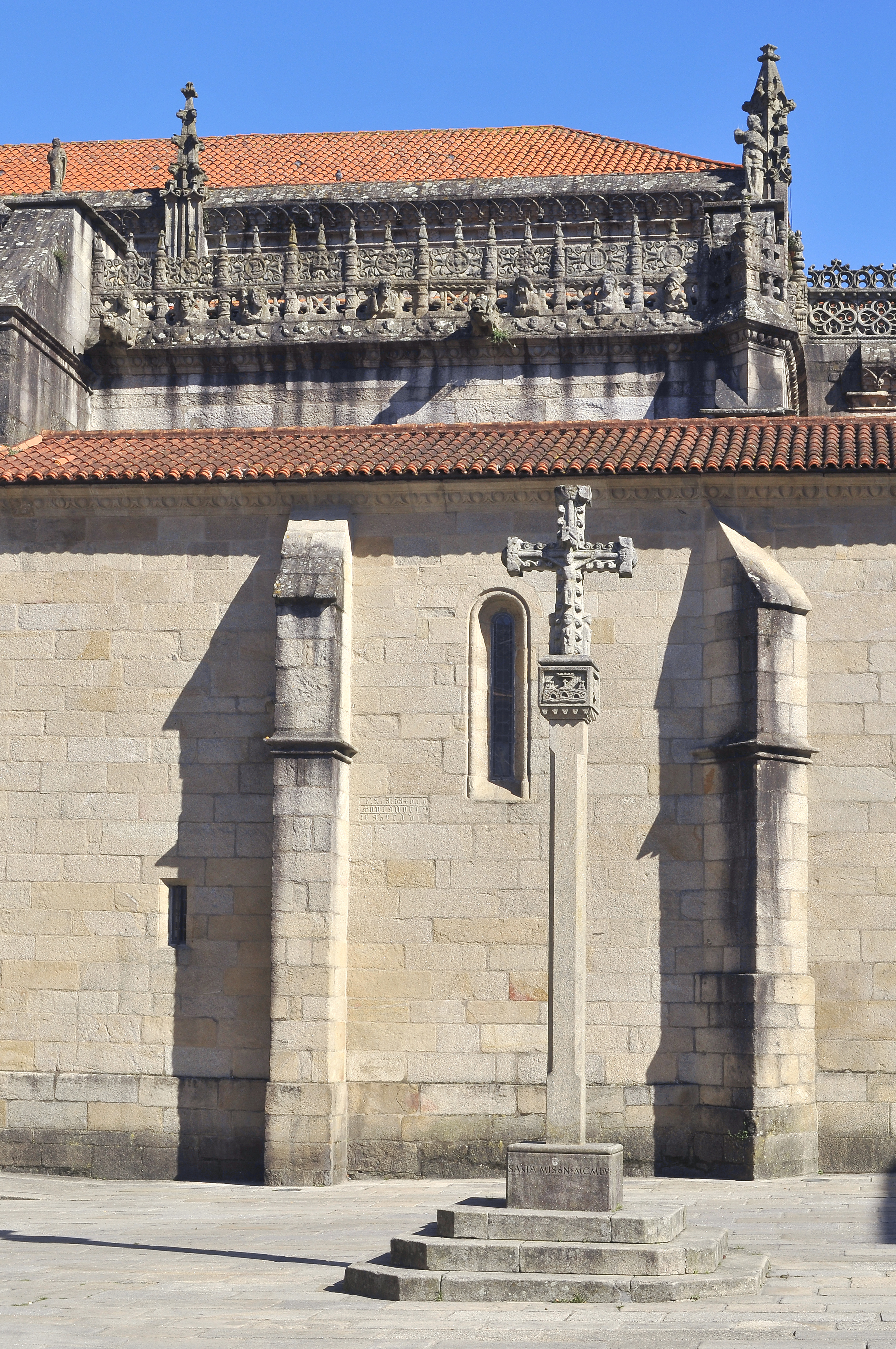
Crête gothique de la Basilique Sainte-Marie
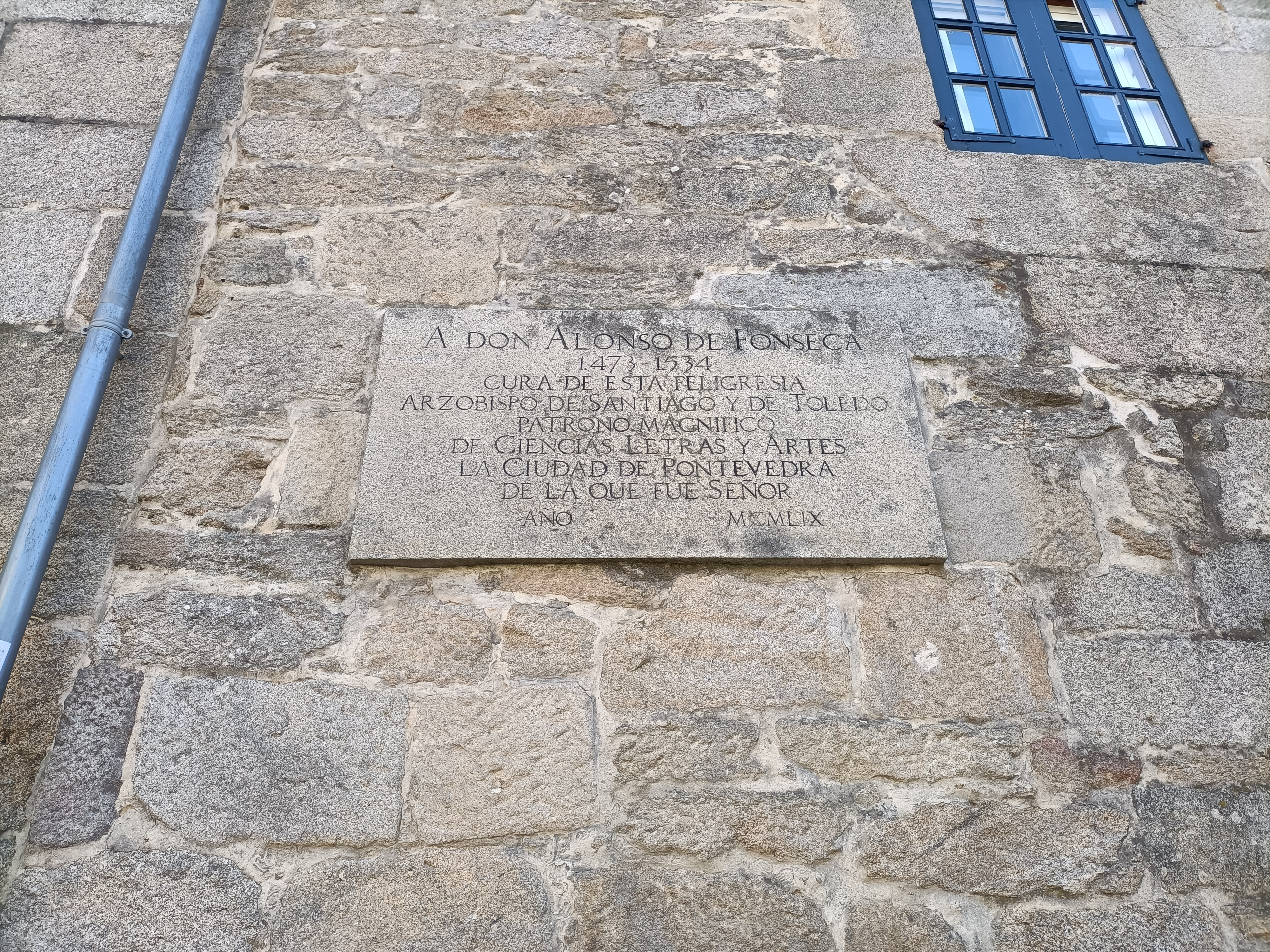
Plaque dédiée à Alonso de Fonseca sur la place